# Berchembogen
Lovecký zámeček Berchembogen se nachází v lese u obce Trstěnice, v blízkosti silnice I/21 z Chodové Plané do Chebu. Je chráněn jako kulturní památka.

## Historie

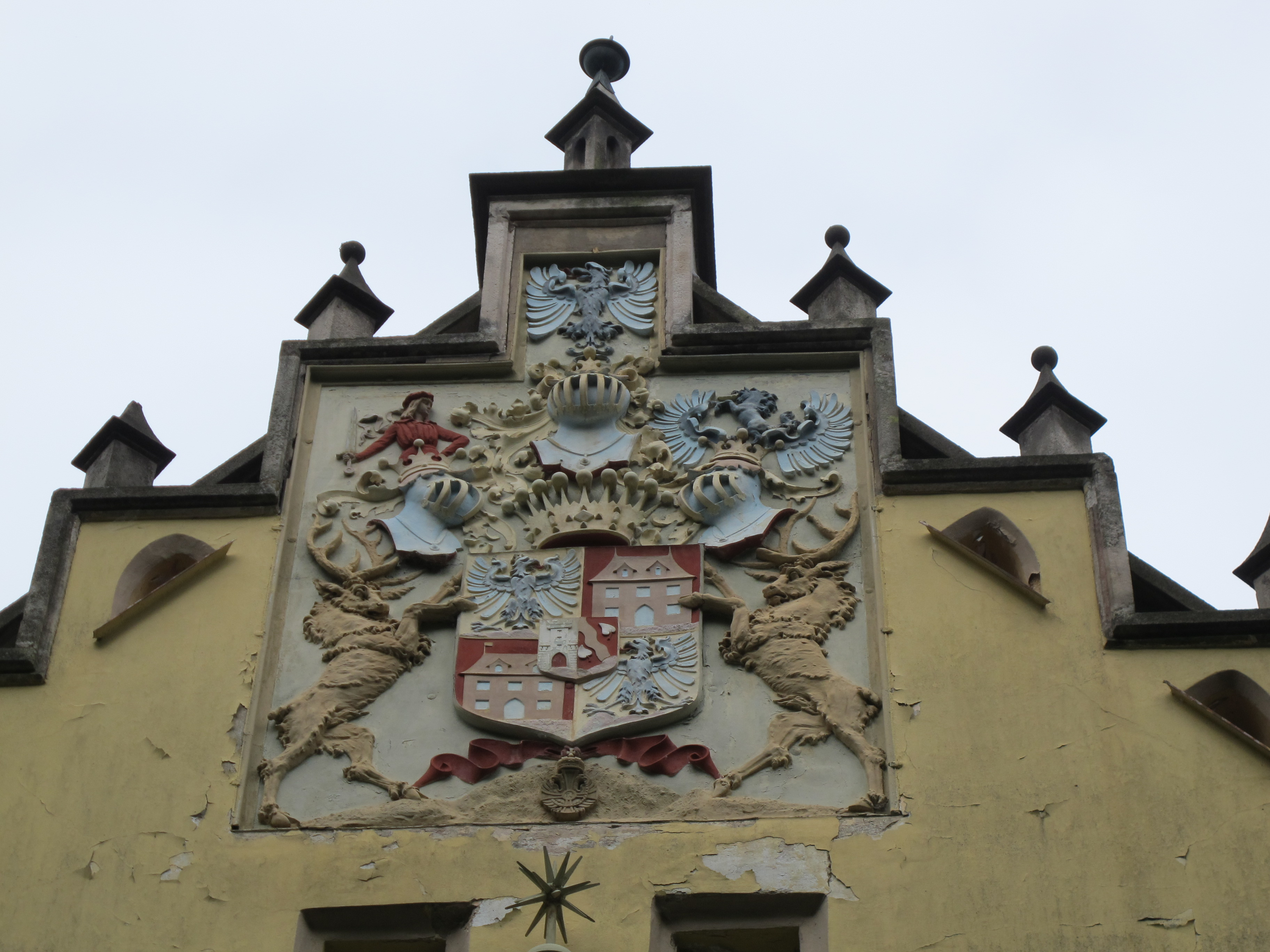
Detail znaku na fasádě.

Lovecký zámeček nechal postavit na území panství Chodová Planá jeho majitel Jan Arnošt Berchem-Haimhausen pro odpočinek při honech. Projekt byl vypracován v 70. letech 19. století, pravděpodobně spolu s plány výstavby zámků Neuhaimhausen a Jalový Dvůr u Broumova. Stavební aktivita Jana Arnošta pak vyvrcholila výstavbou nového zámku v Chodové Plané. Dokončení stavby Berchembogenu bylo plánováno na rok 1875, nakonec se však stavba protáhla a zámeček byl hotov v roce 1876. Rodu Berchem-Haimhausen sloužil do 40. let 20. století. Po roce 1945 byl československým státem zkonfiskován a využíval jej národní podnik Státní lesy. Ve využívání lesní správy byl do začátku 90. let, kdy došlo k přeměně na pohostinství. Dnes je zámeček veřejnosti nepřístupný.

## Popis
Jedná se o pseudogotickou dvoupatrovou budovu o členitém půdorysu. Vstup do objektu se nachází pod ozdobným balkonem s nárožními rizality a arkýři. Celá budova je kryta dvojicí sedlových střech se štíty. Podoba je dotvořena množstvím ostění a jiných architektonických detailů. Na čelním štítu je umístěn honosně ztvárněný erb stavebníka. Vstupní portál je umístěn v předsíni s otevřenou arkádou, která nese krytý balkon. Středem budovy prochází chodba se síťovou klenbou. Z chodby jsou vstupy do místností s vyřezávanými stropy.